# کیشلاکی (شهرستان مونگکی)
کیشلاکی (به لهستانی:  Kiślaki) یک روستا در لهستان است که در گمینا مونگکی واقع شده‌است.
 کیشلاکی  ۱۰۰ نفر جمعیت دارد.